# Bùi Phụng
Bùi Phụng (21 tháng 3 năm 1936 – 1 tháng 9 năm 2007) là tác giả cuốn Từ điển Việt-Anh (Vietnamese English Dictionary) với xấp xỉ 320.000 từ (xuất bản năm 2004), công trình này đã được giải thưởng nhà nước về Khoa học Công nghệ năm 2000; đồng thời là tác giả cuốn Đại Từ điển Anh-Việt với 550.000 từ.

## Tiểu sử
Ông quê ở tỉnh Hà Nam. Sau đó ông chuyển lên Hà Nội. Ông sống và làm việc tại căn nhà nhỏ số 75 Charon (Mai Hắc Đế). Bùi Phụng từng là chủ nhiệm Khoa tiếng Việt và Văn hoá Việt Nam cho người nước ngoài của Đại học Khoa học Xã hội và Nhân văn thuộc Đại học Quốc gia Hà Nội. Ông qua đời vào 9 giờ 20 phút ngày 1 tháng 9 năm 2007 tại bệnh viện Việt Đức, Hà Nội sau gần 3 tuần nằm viện và trải qua một cuộc phẫu thuật tim.

## Công trình

### Sách song ngữ Anh-Việt
Bùi Phụng là tác giả của gần 30 cuốn từ điển Anh-Việt và Việt-Anh.
Các công trình sách của nhà giáo Bùi Phụng đã được xuất bản:
- Giao Tiếp Thương mại Anh-Việt (Nhà xuất bản Thành phố Hồ Chí Minh)
- Thành ngữ Anh Việt (Nhà xuất bản Văn Hoá Sài Gòn)
- Nghi Thức Lời Nói Anh Việt (Nhà xuất bản Thành phố Hồ Chí Minh)
- Phương Pháp học Tiếng Anh hiệu quả nhất (Nhà xuất bản Văn Hoá Thông tin)
- Tiếng Anh trong nhà trường - English At School (Nhà xuất bản Thành phố Hồ Chí Minh)
- Sổ tay Ngữ Pháp Tiếng Anh - A Handbook of English Grammar (Nhà xuất bản Thành phố Hồ Chí Minh)
- Sách học Tiếng Anh cấp tốc (Nhà xuất bản Thành phố Hồ Chí Minh)
- Tục Ngữ Anh-Việt tường giải (Nhà xuất bản Tri Thức)
- Động từ thành ngữ Tiếng Anh (Nhà xuất bản Giáo dục - 1995)
- Từ điển Danh Nhân - Địa Danh Anh Việt (Nhà xuất bản Văn hóa Thông tin - 2001)
- Từ điển Tiếng Lóng và Những Thành Ngữ Thông Tục Mỹ Việt (Nhà xuất bản Văn hóa Sài Gòn - 2007)
- Sổ tay những cách nói-viết ngắn gọn và đơn thư trong giao tiếp Anh-Việt - A handbook of laconic expressions, applications and letters in daily life (Bùi Phụng- Vũ Bá- Nhà xuất bản Thành phố Hồ Chí Minh, 2001)...

### Dịch phẩm
Năm 18 tuổi, ông đã dịch một số tác phẩm văn học cổ điển nổi tiếng của văn chương Anh như Macbeth, Hamlet của William Shakespeare và ông còn là dịch giả của nhiều tác phẩm khác như:
- Shogun (Tướng Quân) của James Clavell
- A Woman of Substance (Người đàn bà đích thực) của Barbara Taylor Bradford
- Godaan (Gôđan) của nhà văn Ấn Độ Munshi Premchand
- Martin Eden (Martin Iđơn) của Jack London (dịch cùng Bùi Ý) (Nhà xuất bản Văn học, Hà Nội-1986)
- The Sun Also Rises (Mặt trời vẫn mọc) của Ernest Hemingway
- Ngụ ngôn Ê-dốp (Aesop's Fables) của Aesop (Nhà xuất bản Văn học - 1995)...

Ngay từ năm cuối ở trường Đại học Tổng hợp Hà Nội (nay là Đại học Khoa học Xã hội và Nhân văn), ông đã dịch "Đây là Tổ Quốc tôi", tập truyện ngắn của Premchand, chung với Cao Huy Đỉnh.
Được sự đồng ý từ phía người thân của tác giả cũng như trực tiếp từ một số tác giả, ông đã biên soạn và hiệu đính một số sách. Đáng kể trong số đó có:
- Những Mẫu Câu Anh-Việt (Vietnamese-English and English-Vietnamese Communication) được bổ sung đầy đủ và xuất bản dựa theo bản thảo gốc của cuốn Mẫu Câu trong Giao Tiếp Việt-Anh do cố tác giả Bùi Ý biên soạn.
- Tiểu thuyết Rừng Na Uy của nhà văn người Nhật Bản Murakami Haruki. Tác phẩm này được dịch sang tiếng Việt và xuất bản lần đầu tiên tại Việt Nam vào năm 1997 do Kiều Liên và Hải Thanh thực hiện, Bùi Phụng hiệu đính.